# مطار يانيونقانغ بايتابو
مطار يانيونقانغ بايتابو (بالإنجليزية: Lianyungang Baitabu Airport)‏ (إياتا: LYG، إيكاو: ZSLG) يقع في مدينة يانيونقانغ في جمهورية الصين الشعبية. صنف مطار يانيونقانغ بايتابو في المرتبة السادسة والسبعون في الصين من حيث عدد الركاب عام 2011 وفقًا لإدارة الطيران المدني في الصين، حيث تعامل مع 460,784 راكب، وبلغ إجمالي حركة الطائرات (القادمة والمغادرة) 5,408 طائرة وقد بلغت كمية البضائع المنقولة عبر المطار 1,374 طن.